# 八家將
八家將/什家將是台灣民間信仰的陣頭之一，源于福建福州地区。起源眾說紛紜，一般說法是起源於五福大帝駕前專責捉鬼驅邪的將軍，這幾位將軍不是陰間神祇。之後地藏菩薩、城隍等職掌陰司神明的廟宇也開始學習模仿，並逐漸演變成王爺、媽祖等廟宇的開路先鋒，擔任主神的隨扈。後來，廟會中參與的信士，會裝扮成「家將」，以衛護主神，最終演變為一種臺灣民間信仰活動。八家將是廟會陣頭之一，主要屬於文、武陣中的武陣，負責捉拿鬼怪妖邪，也有解運祈安、安宅鎮煞的功能，傳統上具有強烈的宗教性質，陣頭氣氛也常顯得神秘、威赫、嚴肅。但現今的家將陣頭，多數為表演性質團體，已不再具傳統宗教性質。
八家將起源應該是三山國王的部將，負責巡視山間掃除妖魔鬼怪任務，而演變現今八家將都以城隍爺部將方式呈現，其職位有所不同，三山國王的八家將屬於將軍職等，而城隍爺的八家將為兵其稱呼應為家將。目前將團分別如下：
- 八家將：三山國王部將
- 五虎將：五福大帝部將
- 家將團：城隍爺、地藏王菩薩部下（現在目前最常見的八家將的陣頭、應稱為家將團）

## 名義
臺灣的家將陣頭起始，是由白龍庵如意增壽堂首先開始傳承繁衍，由臺南府城傳承至雲林、嘉義、高雄、屏東一帶。並傳承繁衍成為「八家將」。各地依其師法傳承及實際情況，組成人數由十人、十一人、十三人等各自不同，依成員組成，稱為「什家將」者或稱為「八家將」者，約略可各自追溯其傳承。
至於一般媒體報導、民眾、學界、公家等單位因為習焉不察，所以習慣將所有的家將陣頭統稱為「八家將」。

## 起源
什家將、八家將的起源眾說紛紜，有學者認為乃是仿造清代衙門巡捕審堂體系神格化而來，而傳統城隍信仰中，城隍之下也如古代州、府、縣衙門，設置有司。一般城隍廟可見設有判官、武判官、陰陽司、監察司、長壽司、獎善司、福德司、罰惡司、增祿司與速報司等職掌，雖然各地城隍廟所奉祀者各略有出入，不過在八家將的組成中略可見其影響，如文判、武判等成員。

### 五福大帝信仰
而在什家將起源的傳說中，主要都認為什家將原本為福州人信奉的瘟神、陰間司法神五福大帝的部屬，尤其以臺灣臺南白龍庵的什家將系統為主。今日臺灣常見的神明聖駕巡遊，如王爺、城隍，媽祖，關聖帝君等神祇隊伍，都常常出現此陣頭。
五福大帝，或稱五福王爺。此種信仰起源於瘟神信仰。自福建省福州地區，信奉顯靈公張元伯主春瘟，宣靈公劉元達主夏瘟，振靈公趙光明主秋瘟，應靈公鍾仕貴主冬瘟，揚靈公史文業主中瘟等五方瘟神，又稱五靈公。因清代衙門以非正祀，禁絕此類信仰，又改稱為華光大帝等名，與馬天君信仰混合。臺灣日治時期，因西來庵事件，臺灣總督府查禁西來庵神祇，信眾遂改稱五顯大帝等。
華南沿海先民每逢瘟疫流行，便祭祀瘟神，以求驅除瘟疫。清代中葉，臺南軍營流行瘟疫，以福州人為主的官兵，便自原鄉福州白龍庵迎請五福王爺前來，設置臺南白龍庵。因白龍庵多為軍人奉祀，人潮洶湧，不利於鄉民祭拜。士紳遂迎請神位，另建臺南西來庵。白龍庵為五福王爺出巡所需，於是組織了什家將，作為主神護衛。西來庵事件事敗，官府拆除西來庵，西來庵的家將團體成員來到了嘉義地區，演變出了新的家將團，即八家將。
五福大帝部將為五虎將。
依目前所見，如首創家將團體的臺南白龍庵如意增壽堂與分衍西來庵吉聖堂都稱什家將，此一陣頭傳至臺南、嘉義地區後則多傳承繁衍成為八家將。
一般公認什家將起源自福州地方的五福大帝信仰。事實上，福州與其近郊亦有稱作「八將爺」的遊神陣頭，極有可能是臺灣什家將的源流所在。19世紀美國傳教士盧公明所著之「中國人之的社會生活」一書當中即有描述，在福州五帝信仰之遊神隊伍中，有一人挑著拷打的器具與一般公堂上展示威儀的刑具，如木枷、抽打嘴巴的皮帶等，人們認為在陰間所用的刑具與陽間的極其類似……。傳教士盧氏所述者，與臺灣八家將裡面居首的什役十分類似。
福州當地的「將爺」陣頭因文化大革命等一系列的社會動亂，曾經瀕臨絕滅，但今日已逐漸復甦。仍存的團體有福州市蒼霞洲八將、長樂区營前鎮洞頭八將、寧德城隍廟等。

## 組成與職掌
各地什家將與八家將組成人數、成員不一，主要以十三位組成者較為完整，也是臺灣廟會中較常見的類型。其成員包含：什役、文差、武差、甘將軍、柳將軍、范將軍、謝將軍、春大神、夏大神、秋大神、冬大神、武判官、文判官等。
有的甚至加上枷鎖將軍、董李排爺、喜怒哀樂四差，甚至到二十多位，其常見身分與職掌分述如下:
- 什役:又有稱為刑具爺、畢中將者。肩擔刑具、法器，在陣前引導前進，勘查前行路況，以迴避喪家、不淨之物或其他家將團體，引領拜廟、行禮。什役可說是家將團的場上指揮者，行進間以碰撞刑具出聲的方式，掌握陣法、腳步、動作的節奏。通常由資深成員擔任。[2]

- 文差、武差：常稱「陳、沈將軍」，或有稱「劉、封將軍」等。[2]文差為陳將軍，所持法器為羽扇及主神令牌，武差為沈將軍，所持法器為羽扇與令旗。文、武差通常由兒童或較年輕的青少年裝扮。但嘉義地區的家將團，由於比較重視文、武差動作，常會由主力成員扮演之。

### 文武判官
- 文判官：主掌生死簿，負責調查人間的善惡，以決定世人陽壽。

- 武判官：負責押解鬼魂。

文、武判官為團體中位階最高，但步法較簡單。八家將團體多不設置文、武判官，什家將團體普遍設有。

### 前四班
- 甘將軍：名為甘鵬飛，又稱甘爺，手持羽扇與板批（由竹子剖板製成，仿效古時候杖刑打屁股的竹板），負責執行刑罰。

- 柳將軍：名為柳鈺，又稱柳爺，手持武器與甘爺相同，與甘爺一同負責執行刑罰。

- 謝將軍：名為謝必安，又稱為謝爺、大爺、七爺、高爺、捉爺等，手持羽扇跟魚枷。

- 范將軍：名為范無救，又稱為范爺、二爺、八爺、矮爺、拿爺，手持羽扇與虎牌（方牌）。

謝范將軍位列於甘柳爺之後，為負責捉拿與逮捕之神

### 後四季
- 春大神：相傳姓何，著青袍，畫葫蘆面，手持羽扇與水桶（現今多拿花籃），負責審問被捉拿的鬼魂，職在潑醒罪犯。

- 夏大神：相傳姓張，著紅袍，畫蓮花面，手持羽扇與火盆，負責審問被捉拿的鬼魂，職在烙燒罪犯。

- 秋大神：相傳姓徐，著白袍，畫鳥面，手持羽扇與銅鎚，負責審問被捉拿的鬼魂，職在敲打罪犯。

- 冬大神：相傳姓曹，著黑袍，畫虎面，手持羽扇與毒蛇，負責審問被捉拿的鬼魂，職在威嚇罪犯。

### 角色增減
臺灣臺南地區部分的什家將、八家將團體，認為范謝將軍職司捉拿陽間邪祟，是為大爺、二爺或七爺、八爺。甚至也有將「前四將」擴增為「八大將」者，另增陳將軍、沈將軍、枷將軍、鎖將軍。亦有加入城隍信仰中董李排爺、喜怒哀樂四差等六名神靈者。
另外，同一家將團中出兩組范謝將軍，甚至是兩組文、武差（陳、沈；劉、封）者，亦不在少數。並有「前四將、後四將」的出軍方式，分別為「捉、拿、枷、鎖、甘、柳、范、謝」或者「枷、鎖、收、缚、甘、柳、范、謝」，也有「陳、沈、韓、盧、甘、柳、范、謝」、「陳、沈、韓、盧、甘、柳、范、謝、劉、封」十將之組合。

## 裝扮

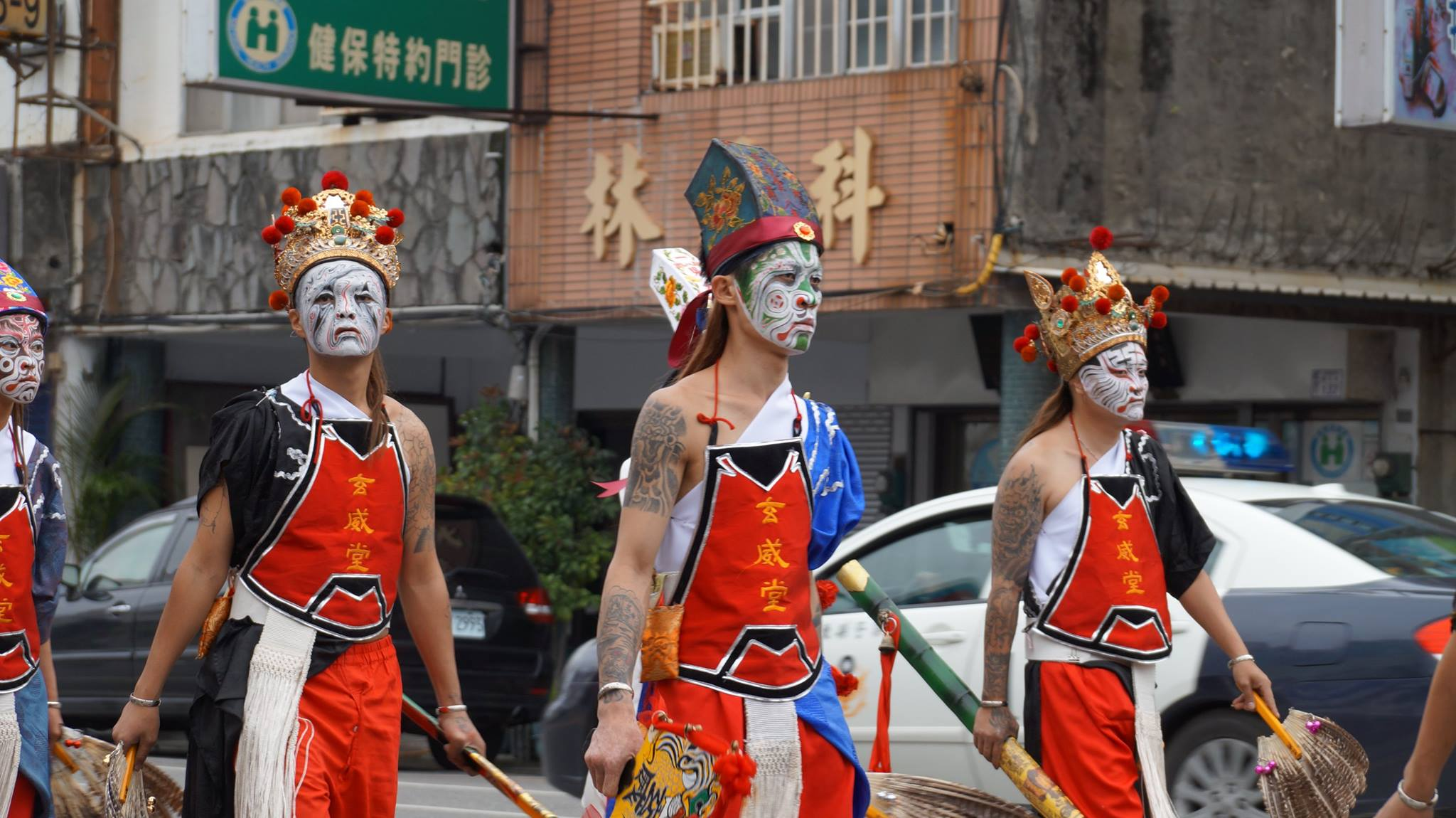
行進間的八家將

家將的裝扮特色，主要在於臉譜、刑具（法器）、衣著。出陣之時，會有專門勾勒臉譜的師傅，稱為「面師」。彩繪臉譜稱為「開臉」。家將經「開臉」、著裝完畢後，即代表所扮演的神祇，具有神格。衣著、刑具、法器則代表家將的不同職掌。臉譜各依其師法傳承，會有所不同，差異甚大，且常有角色臉譜對調的情形。但臉譜大致上有一定模式。略述如下：

### 什役
多數不勾臉譜，亦有開臉者（如北港如性振玄堂）。身著簡單衣著甚至是便服，亦有上半身打赤膊或穿紅肚兜者，下半身傳統上著紅褲，頭戴斗笠。什役的特色，是肩挑各種刑具。隨各家團體的編制多寡，所挑刑具可多至三十六項，最簡單者為魚枷，又可包括筆、硯、手銬、魚枷、藤條、板杯、繩索、鐵鍊、腳鐐、虎枷、立籠、堡籠、斧、銼、拶指、挾腳、釘棍、棕鬚捲、皮鞋背、皮鞭、棍批、角棍、釘椅、釘床、手釘、腳釘、鑽、竹掃捲、鐵鎚、鐵鏟、鐵條、斬馬刀、蓋頭印、蓋目印、鐵砧、炮烙等。。什役所肩擔之刑具並非實物，多半代以木製模型。但亦有以白鐵製造者，往往一副刑具擔可達二、三十斤。

### 文差、武差
文、武差的臉譜，不同家將團之間差距甚大，但多半不脫「粉面」、「小蝙蝠面」或「壽字面」三種形式。而文、武差的服裝與法器，則大多數的家將團皆為一致。
- 文差：開「小蝙蝠面」者居多，或有開粉面（類似歌仔戲之生角）者。小蝙蝠面之形式非常類似謝爺，唯額頭上用紅筆勾勒的是火焰形狀，而非一個「中」字。大多數的家將團，其文差身著白色長袖上衣，外加虎紋背心。外手（左手）執羽扇，內手（右手）執令牌。
- 武差：一般開「小蝙蝠面」。有的家將團則開類似甘爺但顏色左右對稱的「壽字面」[8]（如嘉義振字派家將館）。武差穿著與文差相同。外手亦執羽扇，內手則執附有三叉的令旗。

### 甘爺、柳爺
大多數的家將團在甘、柳爺的臉譜、服裝與法器上都一致。
- 甘爺：開「紅黑陰陽面」，即形狀對稱，但紅、黑兩色左右相對互補的臉譜。眼睛勾勒為眼尾上翹的蛾目。也因此甘爺常被俗稱為「陰陽仔」。甘爺身著黑色上衣（嘉義的家將團則多著藍色上衣），露出右肩（內手），外罩紅肚兜。[2]外手執羽扇，內手則執戒棍，臺灣話稱為「板批」，為竹節從中剖開所製成。
- 柳爺：開「章魚足形面」，顧名思議，是在嘴角兩側法令紋處用黑筆勾勒出倒勾章魚腳形狀的曲線。另外，由於傳說中柳爺是「嘴歪眼斜」，是以臉譜表現上，會在眼睛處用黑筆繪出一不對稱的三角形，並用紅筆勾勒出扭曲的嘴唇。也因此柳爺又俗稱為「三角仔」。柳爺的服裝與甘爺一致，露出左肩（內手），外罩紅肚兜。[2]外手執羽扇，內手執戒棍。

### 謝爺、范爺
大多數的家將團在謝、范爺的臉譜、服裝與法器上都一致。
- 謝爺：臉譜為「白底蝙蝠面」，即打白底，用黑筆在兩眼勾勒出大塊蝙蝠形狀，額頭中間有一紅色「中」字，或類似三叉的圖形，以示謝爺乃「陣中大將」之意。身穿白衣頭戴白高帽，高帽上繡「一見大吉」字樣，或家將館之堂號。外手（左手）執羽扇，內手（右手）執魚枷（嘉義派多屬此類）或火籤（臺南白龍庵派別多屬此類，但亦有部分認為，持火籤便為出門抓鬼之意，例如：夜巡……等活動，所以一般繞境活動為持枷）。
- 范爺：臉譜為「黑底潑猴面」，即打黑底，以潑猴為意象之臉譜，尤其兩頰處通常會飾以紅色圓圈或火焰；這是因為傳說中范爺為黑猴轉世的緣故。身穿黑衣頭戴黑方帽。外手（右手）執羽扇，內手（左手）執方牌加鎖鏈，方牌上通常繪有虎頭，並書寫「善惡分明」四字。

嘉義「振」字派家將，謝、范兩爺之刑具則拿反手。亦即謝爺外手（右手）執枷、內手（左手）執羽扇；范爺外手（右手）執虎牌、內手（左手）執羽扇）。

### 四季神
一般臉譜是「蓮花面」、「葫蘆面」、「虎面」（或龜面）、「鳥面」四種為一組。法器為「花籃」、「火盆」、「金瓜鎚」、「蛇杖」為一組。但不同的家將團在四季神方面差異很大，角色、臉譜、服裝與法器的組合隨衍派差別，不一而足。以下僅列出較常見的一種組合：
| 角色   | 臉譜   | 服裝 | 法器   |
| ------ | ------ | ---- | ------ |
| 春大神 | 蓮花面 | 青袍 | 花籃   |
| 夏大神 | 葫蘆面 | 紅袍 | 火盆   |
| 秋大神 | 鵬鳥面 | 黃袍 | 金瓜鎚 |
| 冬大神 | 虎面   | 黑袍 | 蛇杖   |

另有一說，四季神乃根據五行四宿而來：
| 角色   | 臉譜           | 方位     | 服裝 | 法器   |
| ------ | -------------- | -------- | ---- | ------ |
| 春大神 | 龍面           | 東方青龍 | 青袍 | 木桶   |
| 夏大神 | 鳥面           | 南方朱雀 | 紅袍 | 火盆   |
| 秋大神 | 虎面           | 西方白虎 | 黃袍 | 金瓜鎚 |
| 冬大神 | 蓮花面（龜面） | 北方玄武 | 黑袍 | 蛇杖   |

早期家將團中，冬大神甚至有手執真正毒蛇者。但現在已非常罕見，一般代之以木製的蛇杖。

### 文武判官
- 文判官：一般開粉面，著官服，右手拿毛筆，左手執生死簿。
- 武判官：一般臉譜之額頭處繪有一太極形狀，著官服，手持「鐧」，亦即俗稱之九節鞭；或手持鐵尺。

## 家將館禮儀

### 敬酒包
家將團在遶境活動中經過其它的家將館，或設有家將組織的廟宇時，廟方會準備「敬酒包」禮儀來接駕。所謂「敬酒包」（在嘉義則通常稱做「敬包酒」）是奉敬酒與包子、犒勞將爺的意思。
各宮廟「敬酒包」的程序不一。一般而言，接駕的廟方會由刑具擔帶頭接駕，再由兩人持淨爐喊「稟將爺，進香！」，為諸位將爺一一薰香淨身。再為刑具爺與每位家將繫上紅色彩帶，稱為「披紅」。然後再由兩人持整盤肉包喊「稟將爺，敬包！」，家將則象徵性地食用包子（通常是用嘴叼起包子再放回盤裡）。然後以同樣的方式敬香菸、敬檳榔、敬燒酒。諸位家將亦是象徵性地食用，唯獨飲酒是真飲。通常家將館的教練均會告誡成員在「敬酒包」的時候，不可以過量喝酒，以免影響接下來的行程。最後由家將團參禮結束整個接駕的過程。
早年，敬酒包是家將館與家將館之間的平行禮儀，若廟方無附設家將組織，則不會有敬酒包的儀式。但近年來亦有許多廟宇會向家將團敬酒包。

### 不敢當
「不敢當」亦是家將館之間的平行禮儀。家將團入其它家將館或有家將組織的廟宇時，家將在案桌前拜禮「洗籤」時，須口喊三次「不敢當」，接駕方亦回答「不敢當」，以示友好、謙遜之意。有時家將團參拜平時有交陪的宮廟時，亦會行「不敢當」之禮。

### 掩扇
家將在出陣途中，如遇他團之家將、官將首、將爺團等，或是喪家、天橋、天公廟、孔子廟、祀典廟宇者，刑具就必須喊：「掩扇！」此時家將就必須以扇遮臉，以示尊重。

## 禁忌
傳統上由於家將具有捉拿掃蕩鬼邪，鎮守護駕的意涵，宗教性質十分濃厚，所以禁忌相當多。一般可分為行前禁忌與開臉禁忌。

### 行前禁忌
- 飲食禁忌：擔任家將者，出陣之前三天內，或長至七天內必須茹素。部分家將團體，則較為寬鬆，只禁食五葷三厭，或者牛肉、狗肉、貓肉、蛇肉、螺肉、鱔肉、鱉肉等海鮮等特殊肉類食物[11]。

- 行為禁忌：出陣之前三天內，或長至七天內須不近女色，即便夫妻亦不可行房，還須淨身沐浴。家中有喪事者，必須迴避。不得進入婦女產後月內房間、喪家。早期，臺灣社會扮演家將者，還須進住廟內齋戒，以去除世俗身上的穢氣，進入工商社會後，已難以嚴守。

### 開臉、出陣禁忌
開臉意指正式成陣，開臉著裝完畢之後，家將會吃下祭拜的白飯，象徵主神所賜之食，再由法師畫「鎖口符」供家將食用已具備主神部將的身分。所以開臉之後，不得隨意談笑、喧鬧，也不得吸菸、飲酒、嚼食檳榔。當然部分團體已無法嚴守此項禁忌。
廟會出巡期間，另有幾項禁忌：
- 禁口不言：在民間信仰中，家將經開臉之後，雖具有神格，然而為避免鬼邪認出扮演者實為凡人，所以出陣期間，應禁口不語。舉行特殊的儀式時，甚至要咬住一綹假髮，或口啣金白錢、篙錢、冠帶等等。此項禁忌，多數團體已無法遵守。

- 入廁解符：家將身上佩有香火、平安符等，代表神祇，如家將如廁時，必須取下，避免污穢不敬。

- 從中穿陣：行進或布陣之間，除非為信徒收驚驅邪，閒雜人等不得自陣頭中穿越，破壞陣法。

- 天橋遮穢：家將成員開臉之後即代表所扮演的神祇，不能自凡人胯下穿越，在出巡繞境之時，若遇到天橋，團員會上橋驅趕橋上行人。另外為避免天橋上有不潔之物，所以穿越天橋時，就以手中羽扇或由團員撐傘遮住頭頂。[12]

- 掌扇避喪：家將出巡負有捉拿孤魂野鬼之責，由於新喪之人雖非孤魂野鬼，仍屬鬼魂，因此刑具爺或雜役團員在前查探路況時，如遇喪宅需大喊：「掌扇」，家將便用羽扇遮面迴避，便免誤捉新喪善鬼。[12]

- 遇陣遮面：家將開臉之後，由於臉譜多為猙獰凶惡之貌，加上陣法、門派傳承不同，相遇時難免因為成員血氣方剛，互爭臉譜美觀，步法優美，爭強鬥勝而口出惡言，甚而鬥毆。所以家將陣頭相遇時，也應掌扇迴避。[12]

- 繞路避聖：為了威嚇鬼邪，家將的臉譜顯得兇惡猙獰，所以臺灣府城地區的家將因避免驚擾道教中至高無上的神祇「玉皇上帝」，凡是繞境香路經過祀奉玉帝的開基玉皇宮、首廟天壇，或者登入官方祀典，官建武聖廟的關聖帝君的祀典武廟、媽祖廟的祀典大天后宮等廟宇，必須先行繞路迴避，避免從正門經過。[3]否則，則須在廟前匍匐前進，所有鑼鼓聲響也須停息。但有冊封著則不再此限制。[7]

- 不擋正門：拜廟時，正門必須淨空，閒雜人等不可擋在廟門之前。

## 臺灣的家將館傳承團體
臺灣的什家將、八家將團體，多分佈於雲林、嘉義、臺南、高雄、屏東台灣西半部等縣市。什家將係起源首先於府城全臺白龍庵及全臺西來庵，日治時期前即有家將這類團體活動。之後向雲林、嘉義、高雄、屏東等地傳承授徒。
新北則有新莊地藏庵的藝師開創了類似的團體「官將首」，流行北臺灣，但臉譜、步法、儀式均與八家將截然不同。

### 雲林
- 北港鎮聖德堂悟心壇薛府千歲
- 北港金福堂五福大帝
- 北港宣福堂五福大帝
- 北港都城隍廟吉隍堂城隍尊神
- 北港聖福堂張李莫府千歲
- 北港如良宣靈會五福大帝
- 北港廣德堂范府千歲
- 笨港五聯境如性振玄堂五福大帝[13][14][15][16][17][18]。

### 嘉義
嘉義一帶之家將館傳承，一般分類為「吉、義、拱、廣、振」等五大字派。其中「吉、義、拱、廣」四字派屬什家將，「振」字派屬八家將。另有說法與八家將之「巡」字派合稱六大門派。嘉義家將坐炮發源於嘉義桃城以坐炮聞名。
吉字派：
- 吉勝堂什家將（嘉義城隍廟城隍爺綏靖侯駕前）

嘉義吉字輩從臺南西來庵北傳時間已不可考究，不過已有證實嘉義城隍廟內有一塊匾額是西來庵所贈予，亦能得知嘉義吉字輩源頭為何，並非無源可考究。

義字派：
- 共義堂什家將（嘉義九天殿九天千眼帝駕前）[20]
- 拱義堂（嘉義南嶽殿地藏王菩薩駕前）
- 隍義堂（嘉義北社尾鎮北宮城隍尊神駕前）
  - 於2024年4月登錄為嘉義市無形文化資產

拱字派：
- 古桃城拱吉堂本館什家將（嘉邑南門鎮南聖神宮五府千歲駕前）
- 拱斌堂什家將（嘉義暗街仔懷安宮五府千歲駕前）
- 拱斌堂分館什家將（嘉邑仙姑壇九天玄女仙姑駕前）
- 拱斌堂分館什家將（嘉義奉安宮駕前）

廣字派：
- 嘉邑古桃城山海鎮刑堂什家將公舘（城隍爺綏靖侯駕前）
- 嘉邑古桃城山海鎮南門總壇
  - 龍目井威鎮宮山海鎮廣威堂（山海鎮分舘）
  - 新港古桃城山海鎮南崙分舘（山海鎮分舘）
  - 嘉邑古桃城山海鎮廣賢堂（山海鎮分舘）

振字派：
- 如意振裕堂八家將（嘉義外教場慈濟宮五府千歲駕前）
- 振祐堂八家將（嘉義過溝仔震安宮池府千歲駕前）
- 嘉義民雄振龍堂吳府千歲駕前八家將
- 嘉義民雄振揚堂池府千歲駕前八家將
- 嘉義振武堂八家將
- 嘉義中埔振延堂池府千歲駕前八家將

巡字派：
- 嘉邑水上巡天堂什家將（與 古桃城山海鎮刑堂什家將宮舘 為兄弟舘）

### 臺南
臺灣之什家將係起源首先於臺南白龍庵。白龍庵原址於今台南公園境內，之後日治時代拆除，香火遷至大銃街元和宮保生大帝廟合祀，日後改稱為臺南元和宮白龍庵。早期白龍庵駕前五部靈公駕前各有家將館，但傳承至今仍有活動者僅存兩館。

#### 臺南全臺白龍庵五福大帝駕前五部家將
- 白龍庵脈系早期只傳子不外傳，此規矩目前僅剩如意增壽堂尚存，相傳有眾多不知何來家將團亦配上如意頭，鄉野調查後亦覺得該在此註明。

依成軍先後詳列如下
- 張部顯靈公駕前
  - 堂號：福壽堂
  - 執掌：主宰
  - 家將堂號：如意增壽堂（現安於大統街元和宮）
  - 分館：
    - 嘉邑慈濟宮如意振裕堂

- 鐘部應靈公駕前
  - 堂號：福善堂
  - 執掌：檢察
  - 家將堂號；如善范司堂（現安於光觀城內）
  - 分館：
    - 如善范武堂（現安於頂大道祀典興濟宮後）
    - 如善范靈堂（現安於武聖路一帶）

- 劉部宣靈公駕前
  - 堂號：福良堂
  - 執掌：進表
  - 家將堂號：如良應興堂（原負責宮廟：南廠保安宮）
  - 分館：
    - 如良應慶堂（現安於國安街 神善堂）

- 史部揚靈公駕前
  - 堂號：福眾堂
  - 執掌：草糧
  - 家將堂號：如順協興堂（現已不存，原負責宮廟：下林建安宮）
  - 分館：不詳

- 趙部振靈公
  - 堂號：福安堂
  - 執掌：刑事
  - 家將堂號：如性慈敬堂（現安於閭山法教 醒心壇，原負責宮廟：開基天后祖廟）
  - 分館：
    - 如性北港聖德堂
    - 如性慈祥堂
    - 南廠天隆壇慈濟堂
    - 全台白龍庵如性慈德堂（現安於板橋閭山法教 修心壇（為閭山法教 醒心壇子弟館）
    - 如性振玄堂

#### 西來庵系統家將團
臺南西來庵吉字輩脈系，亦有如同白龍庵之五柱之傳衍，五部堂號分別為吉聖堂、吉龍堂、吉虎堂、吉原堂、吉春堂，但較鮮少人得知。
因西來庵早期有開放其友境來奉請家將出軍護駕之禮俗，及焦吧哖抗日事件在臺爆發而南傳北衍之緣故，以致於衍脈範圍較廣，若無強調祖堂之名亦無人知曉，並與白龍庵脈系統家將從日治時期就有文獻記載，於熱鬧時雙方有拼陣之活動。
分館：
- 臺南府城草寮後菱州宮協和堂八家將（現已不存）
- 臺南西來庵吉興堂什家將（現安於臺南永康一帶）
- 臺南府城東門厲王壇八家將（現已不存）

#### 臺南其它地區
- 臺南白龍庵五靈堂如慶堂駕前什家將
- 臺南米街忠澤堂什家將（據傳師承臺南白龍庵）
- 臺南永康二王廟敬和堂八家將（師承米街忠澤堂）
- 臺南米街澤祐堂什家將
- 臺南府城威靈殿什家將（承全台西來庵 - 師氏 楊耀成）
- 臺南安平五期興和宮興和壇什家將
- 臺南昭興堂八家將
- 臺南府城鎮北坊廣善堂八家將
- 臺南府城厲王文安宮保儀堂八家將
- 臺南聚宋同心合將堂八家將
- 臺南新化（三子王廟）順天宮八家將
- 臺南麻豆護濟宮金蓮寺八家將
- 臺南佳里朱濟堂八家將
- 臺南佳里聖巡會八家將
- 臺南下營大埤濟中壇忠義堂八家將
- 臺南永康保聖殿聖威會駕前八家將
- 臺南永康大灣北極殿大邑五龍殿八家將
- 臺南府城廣吉堂家將團
- 臺南白河福安宮吉妙堂什家將
- 臺南新化鎮狩宮吳敬堂八家將
- 臺南興德府敬如堂八家將
- 臺南府城普濟殿境聖爺會聖尊堂八家將
- 臺南灣裡萬年殿駕前八家將
- 臺南鹽水月港振義堂八家將（師承嘉邑慈濟宮駕前如意振裕堂）
- 臺南府城吉靈堂什家將（承全台西來庵-師氏 楊耀成）

### 高雄
- 鼓山地嶽殿吉勝堂
- 旗邑如意開基白龍庵
- 旗邑如意開基五龍殿[27][28]。
- 旗邑五帝廟
- 甲仙龍邑五龍殿
- 內門清德堂
- 鳳邑清和宮
- 高邑新甲玄武堂
- 高邑振嶽堂：六十年代由如意振裕堂分堂「羅山振憲堂」執事蘇仁德（白猴師）先生南傳高雄，為高雄最早的振字頭八家將館，現高雄地區的振字頭八家將館皆為振嶽堂的分堂。
- 高邑振文堂
- 高邑振元堂
- 高邑振弘堂
- 高邑振聖堂

### 屏東
- 屏東東港共善堂家將：昭和六年（1931年）左右由郭榮耀先生自臺南白龍庵傳承至東港，亦保留「福州白龍庵五福大帝駕前什家將」之陣名。其主要活動於東港迎王、東港迎媽祖等傳統遶境活動當中，屬於非職業性之家將團體。[29]
- 屏東水底寮正善五王宮八家神將
- 屏東東港共心堂家將
- 屏東南州 南邑如意開基五龍殿 什家將
- 屏東恆春德清宮什家將
- 屏東恆春辰和宮什家將
- 屏東恆春正清堂家將

### 臺灣其它地區
- 臺東忠合宮家將：民國四十七年（1958年）由洪萬藏先生自東港共心堂聘請名師來臺東指導。
- 彰化振軒堂八家將：隸屬於彰化彰邑中巡府，為吳府王爺駕前八家將。
- 彰化元帥堂八家將步伐快又特殊。
- 彰化元帥堂特疏快速步法原創始祖。
- 被偷學去比賽 步伐而成名後多家家將館開始模仿。

https://www.youtube.com/watch?v=ubyl-ksWwak （页面存档备份，存于）
- 桃園圓真宮-圓真壇八家將：民國八十一年（1992年）成立，主祀范府王公 宣靈公劉。

## 對社會的影響
在臺灣，什家將、八家將操演的重點戲係由范謝將軍（即七爺、八爺）執行捉拿，甘柳將軍執行刑罰，再由四季大神拷問。什家將、八家將在傳統信仰意義上，具有刑求妖邪的權威，是勇猛威武的陣頭。
但近年來，已有許多什家將、八家將等陣頭，由不良組織、角頭、黑道操控，更常吸引涉世未深的少年加入，並在廟會之餘，有鬥毆、使用毒品、飆車、暴力討債、性侵害等犯罪事項，什家將、八家將等陣頭由傳統宗教藝術文化逐漸質變為犯罪團體，部分臺灣黑道組織與私人廟壇也藉此陣頭擴大組織，使得家將陣頭的負面消息常見於社會新聞中，並與放鞭炮、燒金紙等破壞環境、製造汙染、騷擾善良百姓的臺灣民間傳統行同樣為被批判為劣質文化。。在網路文化中，八家將被依台語發音改稱為「八嘎囧」、「巴嘎囧」或「8+9」。
但亦有極少的什家將、八家將團體致力於民俗的推廣，和協助其他什家將、八家將團體參與宗教活動，或由政府文化主管機關輔導保存。
在臺灣的部分網路論壇如批踢踢（ptt.cc）、巴哈姆特、KOMICA等，會員普遍反感八家將，時常群起撻伐、惡搞八家將的所作所為。

## 相關或相近團體
- 官將首
- 十大陰師
- 鍾馗五鬼陣
- 八將
- 五虎將
- 十二家司
- 十二婆姐
- 二十四司
- 聖將
- 十三金甲戰帥
- 三十六官將
- 十三太保
- 五毒大神
- 仙鶴陣